# Egy cica 10 élete
Az Egy cica 10 élete (eredeti cím: 10 Lives) 2024-ben bemutatott brit–kanadai 3D-s számítógépes animációs filmvígjáték, amelyet Chris Jenkins rendezett.
A filmet először a Sundance Filmfesztiválon mutatták be 2024. január 20-án. Az Egyesült Királyságba 2024. április 5-én, Magyarországon 2024. augusztus 1-én mutatták be a mozikba.

## Cselekmény
Pamacska, az elkényeztetett és önző macska, aki természetesnek veszi az életét, hirtelen elveszíti kilencedik életét. Könyörögve, hogy visszatérhessen korábbi életébe, a kapuőr megengedi neki, hogy új élettel, de különböző formában és körülmények között térjen vissza a Földre. Pamacska minden egyes új életében olyan leckéket tanul, amelyek révén önfeláldozó hőssé válik.

## Szereplők
| Szerep            | Eredeti hang    | Magyar hang    | Leírás |
| ----------------- | --------------- | -------------- | --- |
| Pamacska          | Mo Gilligan     | Rada Bálint    | Elkényeztetett és önző házimacska. A bundája teljesen szürke és fehér, a szemei pedig sárga és kék színűek. Rose megmentette meg. |
| Rose              | Simone Ashley   | Dobó Enikő     | Jószívű és szenvedélyes diák. |
| Grace             | Sophie Okonedo  | Makay Andrea   | Éteri, nemeslelkű nő, akinek hatalmában áll, hogy Pamacskának új életet adjon.                                                    |
| Kirk              | Zayn Malik      | Koncz István   | Keményen viselkedő méh ikerpár.                                                                                                   |
| Cameron           | Zayn Malik      | Jámbor József  | Keményen viselkedő méh ikerpár.                                                                                                   |
| Larry             | Dylan Llewellyn | Fáncsik Roland | Rose szociálisan zavart laboratóriumi társa.                                                                                      |
| Vigyori           | Jeremy Swift    | Vida Péter     | Okoskodó amerikai pitbull terrier.                                                                                                |
| Craven professzor | Bill Nighy      | Takátsy Péter  | Rose felettese. |

### Magyar változat
- Bemondó: Mics Ildikó
- Magyar szöveg: Stern Gábor
- Hangmérnök és vágó: Szabó Miklós
- Gyártásvezető: Boskó Andrea
- Szinkronrendező: Kosztola Tibor
- Produkciós vezető: Jávor Barbara

A szinkront a Dub4 Studios készítette.

## A film készítése
A film gyártója a GFM Animation, egy londoni székhelyű produkciós cég, amely a kínai Original Force animációs stúdiótól vásárolta meg a projektet. A film gyártói voltak még a L'Atelier Animation (egy kanadai székhelyű animációs cég), a The Happy Producers, az Align, a Quad és a Caramel Films.
2022 októberében bejelentették, hogy Zayn Malik, Simone Ashley, Mo Gilligan, Sophie Okonedo és Dylan Llewellyn lesznek a film főszereplői. 2023 januárjában Bill Nighy és Jeremy Swift is csatlakozott a film szereplőihez.